# Quận Dallas, Iowa
Quận Dallas là một quận thuộc tiểu bang Iowa, Hoa Kỳ. Quận lỵ đóng ở Adel6. Quận được đặt tên theo. Dân số theo điều tra năm 2010 của Cục điều tra dân số Hoa Kỳ là 66135 người.

## Địa lý
Theo Cục điều tra dân số Hoa Kỳ, quận này có diện tích 1533 km2, trong đó có 9 km2 là diện tích mặt nước.